# Эстонская авиационная академия
Эстонская авиационная академия (эст. Eesti Lennuakadeemia) — государственное прикладное высшее учебное заведение в Тарту для подготовки лётчиков и авиационных специалистов. Прежнее название — Тартуский авиационный колледж (эст. Tartu Lennukolledž), был переименован 1 сентября 2008 года.

Тартуский Авиационный Колледж был основан 13 сентября 1993 года с целью создания в Эстонии центра по координации и проведению подготовки специалистов авиационного профиля для всех авиационных предприятий и организаций Эстонской Республики.
Коллектив студентов не очень велик — около 300 человек, каждый год в колледже появляется около 60—70 новобранцев, из них 10 станут пилотами (7 — самолета, 3 — вертолета). Среди студентов есть и девушки, которых примерно 15 %.
Эстонская авиационная академия обучает по пяти специальностям: обслуживание воздушного движения(эст. lennuliiklusteenindus), управление воздушным судном(эст. õhusõiduki juhtimine), авиационный менеджмент(эст. lennunduskorraldus), а также авиационная техника(эст. lennundustehnika), которая в свою очередь после года обучения подразделяется на два направления: строение и обслуживание воздушных судов(эст. õhusõiduki ehitus ja hooldus) и навигационные системы и системы связи(эст. side- ja navigatsioonisüsteemid). Обучение длится в основном четыре года, за исключением специальности авиационный менеджмент, которая изучается три года. Обучение бесплатное.